# Uroxys magnus
Uroxys magnus är en skalbaggsart som beskrevs av Vladimir Balthasar 1940. Uroxys magnus ingår i släktet Uroxys och familjen bladhorningar. Inga underarter finns listade i Catalogue of Life.